# SMS Orjen
Le SMS Orjen était un destroyer de classe Tátra construit par l'Autriche-Hongrie à partir de 1912. 